# Cadel Evans Great Ocean Road Race 2017 (vrouwen)
De derde editie van de wielerwedstrijd Cadel Evans Great Ocean Road Race werd gehouden op 28 januari 2017. De wedstrijd startte en eindigde in Geelong. De titelhouder was de Australische Amanda Spratt. Ze werden respectievelijk opgevolgd door de Nederlandse Annemiek van Vleuten.

## Uitslag
| Plaats  | Naam                 | Ploeg               | Tijd     |
| ------- | -------------------- | ------------------- | -------- |
| Winnaar | Annemiek van Vleuten | Orica-Scott         | 3u04'13" |
| 2       | Ruth Winder          | UnitedHealthCare    | z.t.     |
| 3       | Mayuko Hagiwara      | Wiggle High5        | z.t.     |
| 4       | Lucy Kennedy         |                     | z.t.     |
| 5       | Emma Pooley          |                     | z.t.     |
| 6       | Susanna Zorzi        | Drops Cycling Team  | + 27"    |
| 7       | Kirsten Wild         | Cylance Pro Cycling | + 33"    |
| 8       | Chloe Hosking        | Alé Cipollini       | z.t.     |
| 9       | Chloé Dygert         | Sho-Air TWENTY20    | z.t.     |
| 10      | Gracie Elvin         | Orica-Scott         | z.t.     |
|         |                      |                     |          |
| 13      | Ann-Sophie Duyck     | Drops Cycling Team  | z.t.     |

Mannen: 2015 · 2016 · 2017 · 2018 · 2019 · 2020 · 
2021-2022 · 2023 · 2024 · 2025
Vrouwen: 2015 · 2016 · 2017 · 2018 · 2019 · 2020 · 
2021-2022 · 2023 · 2024 · 2025